# Bolchie Bakaldy
Bolchie Bakaldy (Большие Бака́лды) est un village de Russie dans le raïon de Boutourlino de l'oblast de Nijni Novgorod, siège administratif du conseil rural du même nom qui comprend sept autres villages. 

## Géographie
Le village se trouve sur la rive droite de Nijni Novgorod au nord-ouest du raïon, à 25 km au nord-est de Boutourlino, à 109,3 km au sud-est de Nijni Novgorod, la capitale régionale. Le village de Gremiatchi se trouve au nord, ceux de Potchaïno et Zalesny au nord-ouest, Novy Klioutch au nord-est, Vichenki à l'est et Marino au sud-est de Bolchie Bakaldy.

## Toponyme
Le nom de Bakalda proviendrait du tatar « ba », grand, et « kalda », clôture (pour le bétail). Cependant Vladimir Dahl, dans son dictionnaire, estime que Bakalda signifie « plaine inondable », comme une « fosse qui se remplit d'eau à la source et demeure comme un lac... »

## Histoire
Bolchie Baklady est un des villages russes les plus anciens de la région de Nijni Novgorod, puisque son histoire commence au XIIIe siècle, alors que l'endroit était encore sous le joug tatar. Les Tatars possédaient du bétail en grand nombre et ce sont les prisonniers russes qui étaient chargés de les garder. Le village s'est ensuite développé progressivement. Un de ses premiers propriétaires était le boyard Boris Ivanovitch Morozov qui éleva le tsar Alexis, futur père de Pierre le Grand. Il fit cultiver des cerisaies et installer des distilleries. Au XVIIIe siècle, le domaine appartient à Stepan Ivanovitch Chechkovski, à la tête de la chancellerie secrète de l'impératrice Catherine la Grande.
Au milieu du XIXe siècle, le domaine passe à son neveu, Grigori Petrovitch Moutoussov, conseiller secret effectif, originaire de Saint-Pétersbourg. Bakaldy devient le siège d'une volost au sein de l'ouïezd de Kniaguinino.
Le manoir seigneurial se trouvait à l'emplacement actuel de la maison de la culture. Il y avait un étang à côté du manoir et derrière la maison de maître, un grand jardin verger de 200 hectares. En plus des cerisiers, l'on y cultivait des pommiers, pruniers, groseilliers, groseilliers à maquereau… Il y avait au village une fabrique à cuisson pour la préparation des fruits. Tous les villageois mettaient un point d'honneur à cultiver aussi leurs propres cerisiers.
Les habitants de Bakaldy étaient divisés en trois catégories : les paysans riches (par exemple, les Glazkov et les Korolev) ; les modestes qui n'avaient qu'un cheval et un petit lopin de terre ; et les pauvres - sans chevaux et sans terre - qui habitaient des masures en bas de la colline. Dans le Dictionnaire géographique et statistique de l'Empire russe de P.P. Semionov (1885), Bakaldy est décrit de la sorte : « Bakaldy, village du gouvernement de Nijni Novgorod de l'ouïezd de Kniaguinino, à 23 verstes au sud-ouest de la ville de Kniaguinino, avec un étang et des puits. Le nombre d'habitants est de 1 327 âmes des deux sexes ; il y a 209 foyers, deux fabriques où l'on tisse du linge, des draps et des serviettes. Les habitants pratiquent la culture de céréales et d'arbres fruitiers. »
Un certain nombre d'habitants étaient des vieux-croyants et disposaient d'une maison de prière. Il existe encore aujourd'hui un cimetière de vieux-croyants, en plus du cimetière orthodoxe. Une école de zemtsvo ouvre en 1897 et une école paroissiale en 1898. Il y a à cette époque 238 foyers pour 2 032 habitants. Au début du XXe siècle, des familles de paysans de Bakaldy fondent de nouveaux villages dans les environs : Potchaïno, Gremiatchy, Zalesny, Vichenki et Novy Klioutch. Tous ces villages possédaient des cerisaies.
Le premier kolkhoze est organisé par le pouvoir soviétique en 1929 sous le nom de « Nouvelle Vie » et l'on ouvre l'usine de conserves de Bakaldy. En 1930-1931 deux autres kolkhozes sont ouverts « Novembre rouge » et « VIe Congrès des Soviets ». En 1936, les trois kolkhozes fusionnent pour former le kolkhoze « Communard ». Les premiers tracteurs apparaissent dans les champs en 1935. Lorsque éclate la Grande Guerre patriotique, ce sont trois cents hommes du villages qui partent pour le front. Plus de cent quarante y meurent ou disparaissent.
Une fois la paix revenue, sept kolkhozes de la zone s'unissent en 1950 pour former le kolkhoze « Mitchourine ». On élève au milieu du village un buste du biologiste local, spécialiste d'hybridation et auteur de nombreuses sortes de baies, Ivan Vladimirovitch Mitchourine.
Une nouvelle école à un étage est construite en 1951 pour six classes. Il y a plus de quatre cents élèves pour l'année scolaire 1951-1952. L'analphabétisme est totalement éradiqué. En 1953, l'école est réorganisée en école moyenne (primaire et premières classes du secondaire). Une nouvelle école avec internat et salle de sport est inaugurée le 1er septembre 1968. La maison de la culture l'est en 1967 et l'on construit dans les années 1970 un nouveau siège du conseil rural. Un hôtel avec cantine ouvre en 1976 et l'année suivante le nouveau siège du kolkhoze et un vaste complexe d'élevage de bétail. Les rues et routes sont asphaltées en 1977.

## Population à l'année
- 1999 : 856 habitants
- 2002 : 772 habitants
- 2010 : 652 habitants

## Infrastructures
Des exploitations agricoles opèrent dans le village, ainsi que deux entreprises agricoles spécialisées dans la culture de céréales et de légumineuses, la compagnie de conserverie de Bolchie Bakaldy produit des jus de fruits, des confitures et des collations végétales. Le village possède une école maternelle et une école primaire.

### Musée de la Cerise
Le seul musée au monde consacré à la cerise constitue l'attraction principale du village,. Il a été inauguré en 2006 dans l'ancienne maison de la culture et raconte l'histoire du village et de la culture de la cerise. Au printemps, lorsque les cerisiers sont en fleurs, le musée et le village accueillent en nombre les visiteurs, notamment pour une fête intitulée « tempête de fleurs de cerisier ».

### Église de la Résurrection
Le village dispose d'une église orthodoxe dédiée à la Résurrection du Verbe construite en 1838 (sur les fonds de la propriétaire terrienne Maria Stepanovna Moutoussova) et inscrite au patrimoine architectural de l'oblast de Nijni Novgorod. Elle remplace une ancienne église de bois. Le cimetière se trouve à côté et possédait autrefois une chapelle. On installe une église chauffée en bas de l'église en 1909. Deux écoles paroissiales sont en activité au début du XXe siècle.
Après la Révolution d'Octobre, la paroisse n'échappe pas aux persécutions. Aujourd'hui l'église est conservée en partie; mais nécessite de longs travaux de restauration.

## Transport
L'autoroute Nijni Novgorod-Kniaguinino se trouve à 24 km du village.